# Eastport (Maine)
Eastport – miasto w Stanach Zjednoczonych, w stanie Maine, w hrabstwie Washington.